# 格蘭特霍洛 (紐約州)
格蘭特霍洛（英語：Grant Hollow）是位於美國紐約州倫塞勒縣的非建制地區。

## 地理
格蘭特霍洛所處的海拔為高於海平面96米（即315英呎），而該地所採用的時區為UTC-5，即北美东部时区（EST）。同時該地設有夏令時間，為UTC-5調快一小時，即UTC-4（EDT）。